# 本頓鎮區 (阿肯色州富爾頓縣)
本頓鎮區（英語：Benton Township）是位於美國阿肯色州富爾頓縣的一個行政鎮區。

## 地方資料
本頓鎮區的面積為154.24平方千米，當中陸地面積為154.09平方千米，而水域面積為0.15平方千米。根據2010年美國人口普查的數據，當地共有人口2564人，而人口密度為每平方千米16.62人。